# Kluby muzyczne w Bydgoszczy

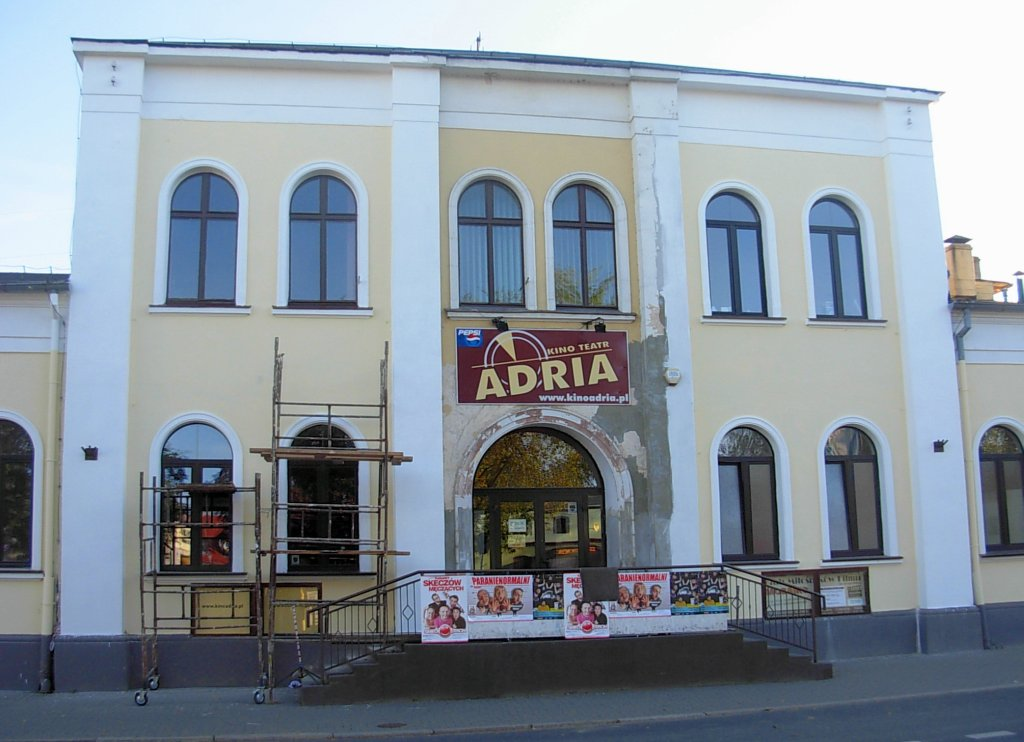
Wzniesiony w 1867 r. (przebudowany w 1903 r.) budynek główny Strzelnicy przy ul. Toruńskiej

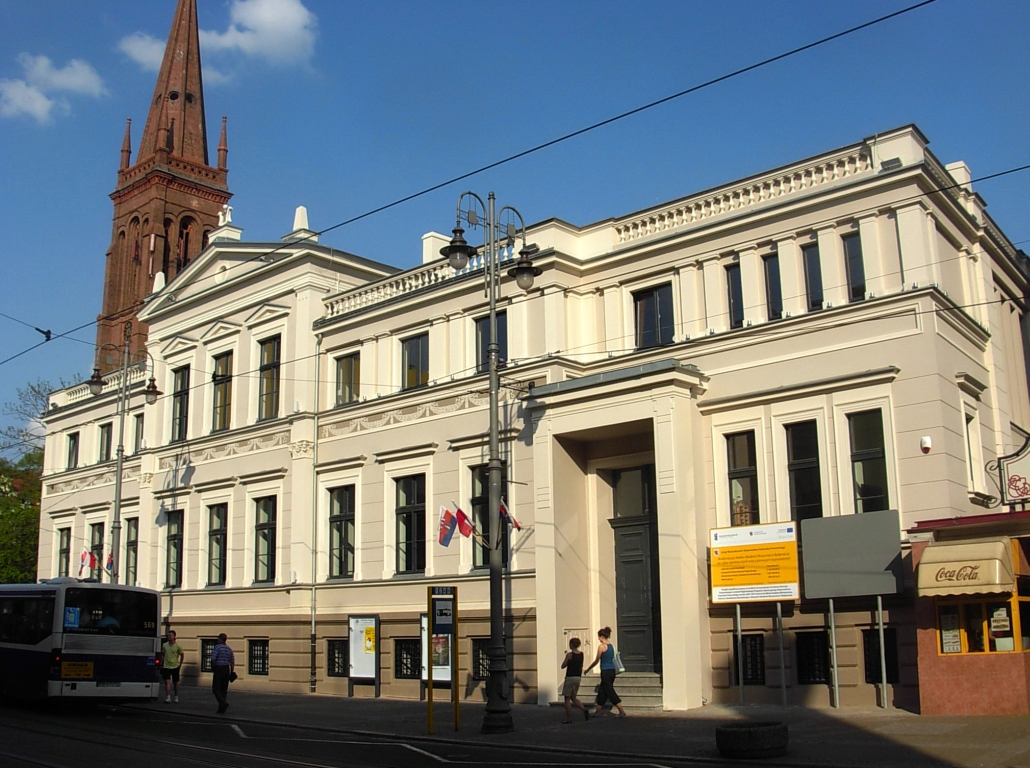
Wzniesiony w 1887 r. Dom Towarzystwa Kasynowego „Wypoczynek” przy ul. Gdańskiej

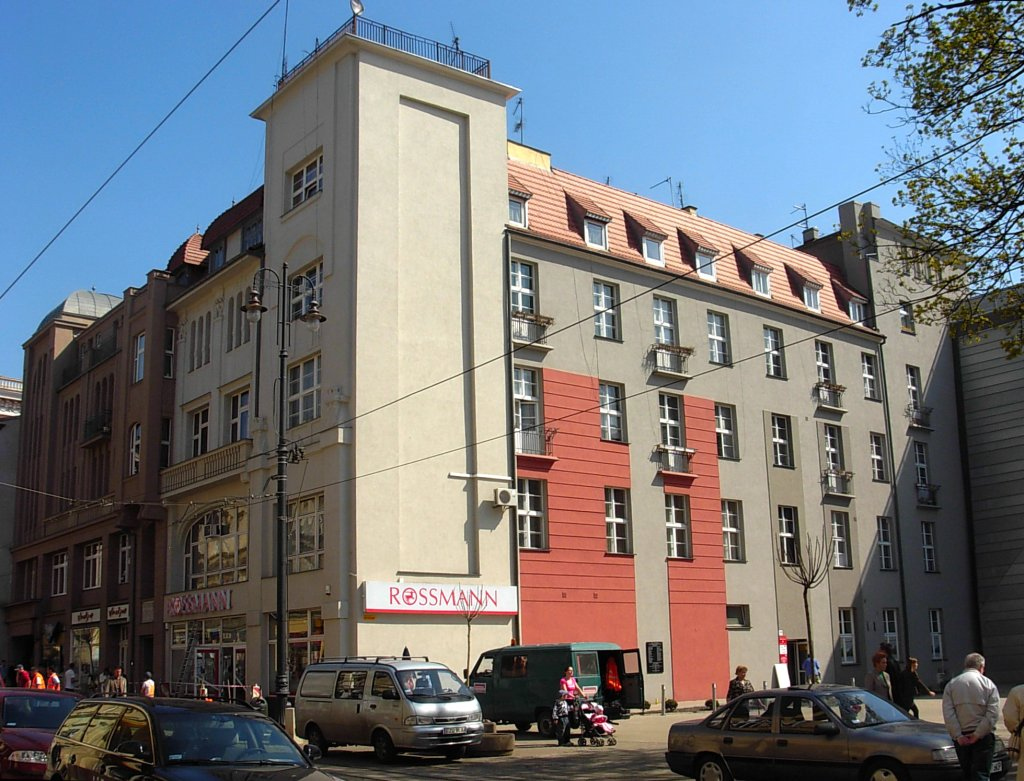
Kamienica Gdańska 10, w której mieści się Klub Mózg

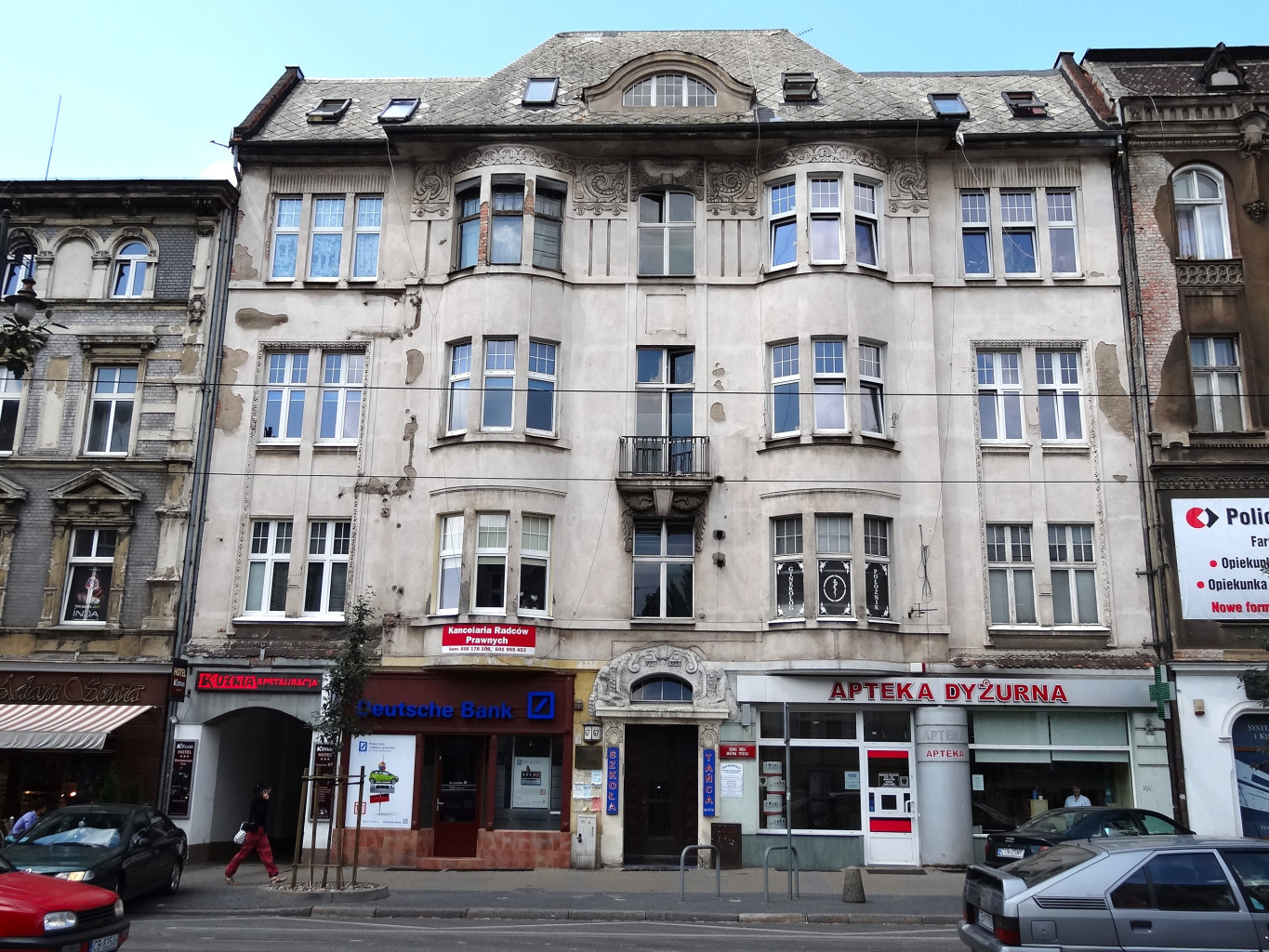
Kamienica Gdańska 67 w Bydgoszczy, w której mieści się Klub Kuźnia

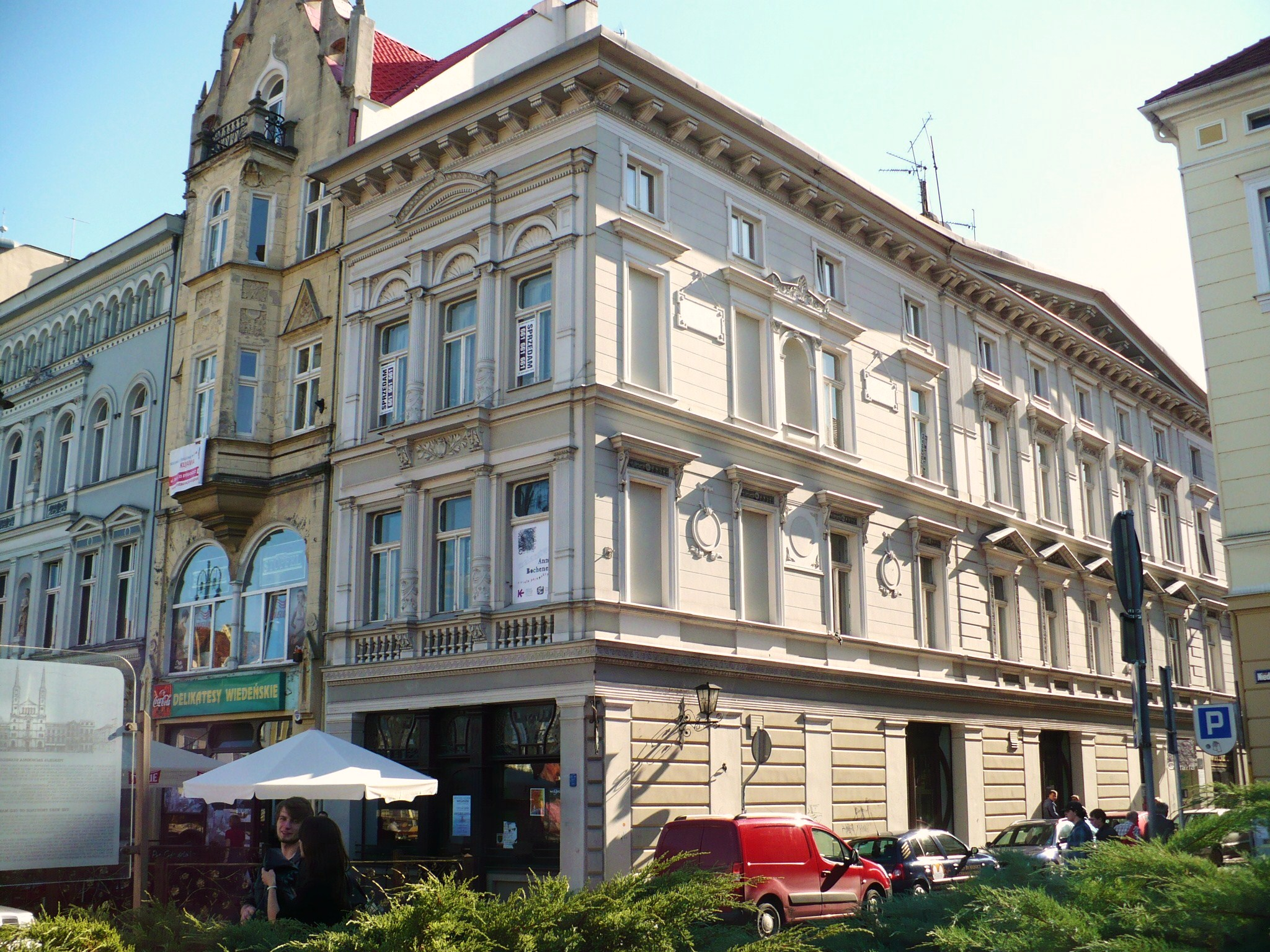
Kamienica Stary Rynek 12, w której mieści się Kawiarnia Artystyczna „Węgliszek”

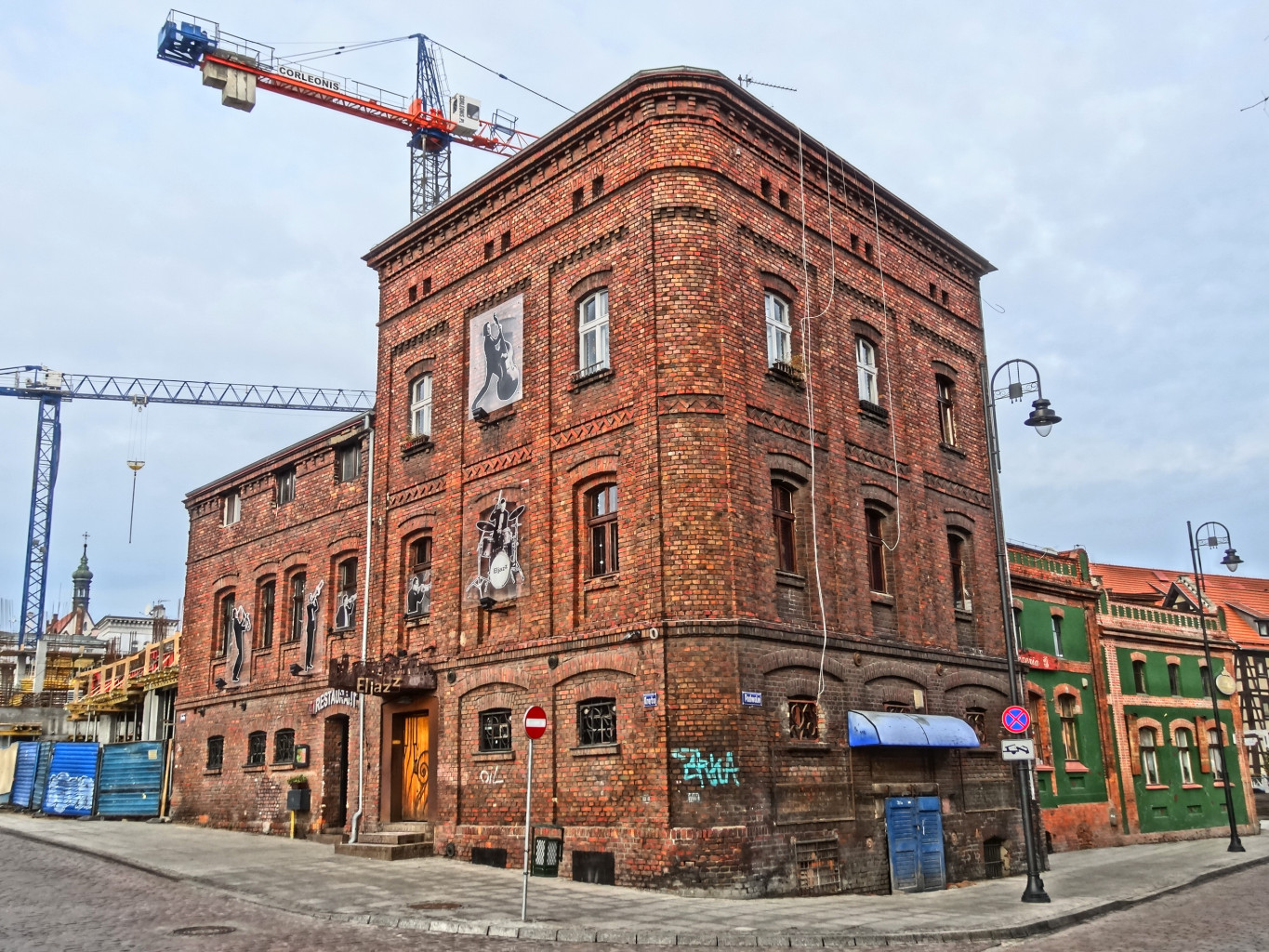
Klub „Eljazz”

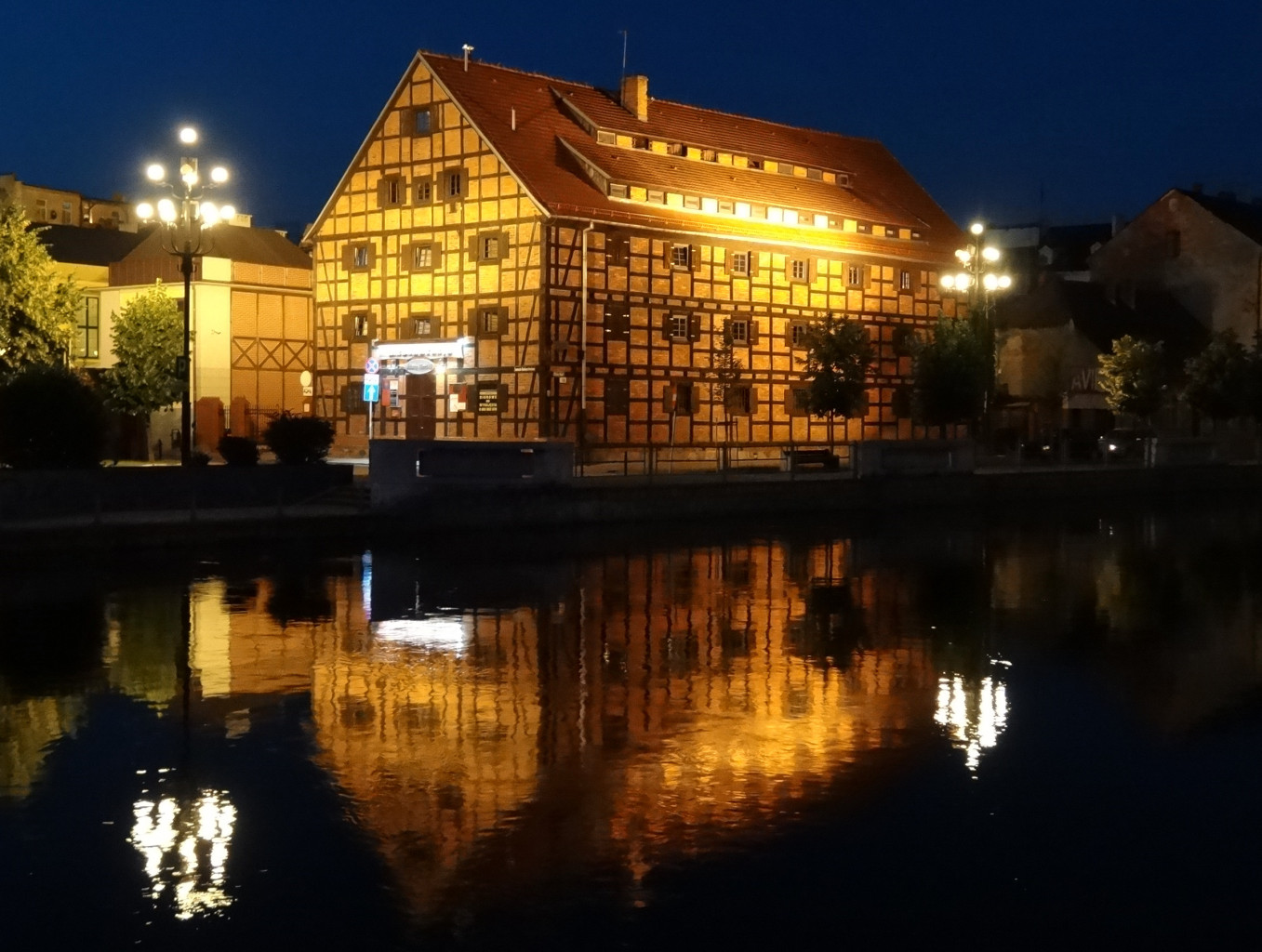
Spichrz, w którym do 2002 r. mieścił się klub PCK Sanatorium

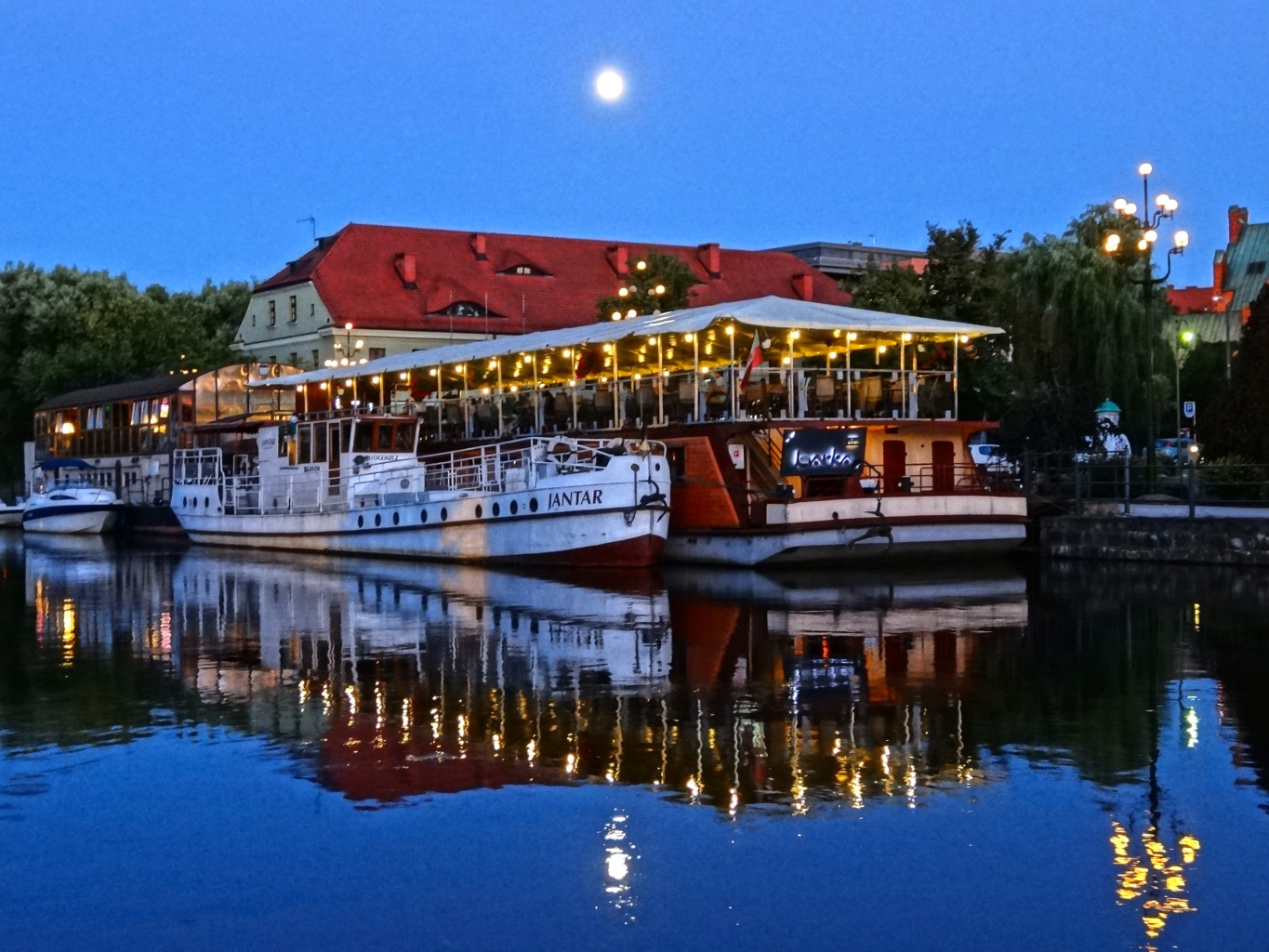
Barka Club

Kluby muzyczne w Bydgoszczy są elementem kultury muzycznej miasta. Są to miejsca, w których rozwija się kultura klubowa, lokalny underground oraz muzyka alternatywna. Gwałtowny rozwój clubbingu nastąpił po 1990 r. Co roku powstawały nowe lokale w miejsce innych, które z różnych powodów kończyły działalność. Odbywały się w nich wernisaże i koncerty, a także festiwale muzyczne. Kilka z tych jednostek stało się centrami kultury znanymi w całej Polsce i poza jej granicami. Klub Mózg od początku lat 90. XX w. stał się głównym ośrodkiem muzyki yassowej, łączącej elementy współczesnej muzyki improwizowanej, jazzu, punk rocka i folku.

## Tradycje

### Établissement
W pierwszej połowie XIX wieku dotarła do Bydgoszczy moda na tworzenie zespołów restauracyjno-rozrywkowo-teatralnych typu Établissement. Ich istnienie wpływało na uatrakcyjnienie spędzania wolnego czasu i życia towarzyskiego. Kompleksy te miały charakter prywatnych przedsiębiorstw restauracyjno-rozrywkowych. Składały się one z części gastronomicznej oraz ogrodu i mieściły sceny muzyczne, teatralne i taneczne oraz urządzenia rozrywkowe (kręgielnie, hipodromy, strzelnice, sale bilardowe, karuzele, przystanie wodne). Ogrody wyposażano w obiekty małej architektury (pergole, kolumnady, altany, cieplarnie i fontanny). Ważnym elementem każdego z kompleksów była sala zebrań użytkowana przez stowarzyszenia. Za najstarszy bydgoski zespół gastronomiczno-rozrywkowy uznaje się kompleks przy ul. Czartoryskiego 16 położony nad Młynówką. W latach 50. XIX wieku znajdowało się w Bydgoszczy kilka Établissements, zaś pod koniec wieku około 20. W 1897 r. lista publicznych sal widowiskowych w Bydgoszczy mogących pomieścić od 200 do 1000 osób liczyła 18 łącznie z Teatrem Miejskim. Największym bydgoskim Établissement była Strzelnica przy ul. Toruńskiej (2,5 ha), zaś niektóre sytuowano w pewnym oddaleniu od miasta (Smukała, Rynkowo, Myślęcinek). Do najokazalszych, realizujących urozmaicony program funkcjonalny i kulturalny należały: Ogród Natanela Patzera (ul. Świętej Trójcy), Elysium (ul. Gdańska), Concordia (ul. Jagiellońska), Etablissement Jakuba Wicherta (ul. Grodzka), Dom Towarzystwa Kasynowego „Wypoczynek” (ul. Gdańska).
Przegląd bydgoskich Établissement w XIX wieku:
- Kompleks nad Młynówką ul. Czartoryskiego 16 – jego początki wiążą się z powstaniem domu frontowego w latach 1803-1807. Jego działalność prowadzono do lat 30. XIX wieku. Na parceli zbudowano oficynę, budynek ogrodowy i dwa domki kąpielowe na brzegu rzeki oraz kręgielnię.
- Kompleksy rozrywkowe nad Kanałem Bydgoskim – w 1838 r. z inicjatywy Towarzystwa Upiększania Miasta powstała sala restauracyjna  przy V śluzie tzw. Kwiatowej, zaś w  1855 r. istniały Établissements przy czwartej (ogród Kleinerta z salą cesarską i Krügera z salą Hohenzzolernów), piątej (ogród Rasmusa) i szóstej śluzie;
- Concordia przy ul. Jagiellońskiej 13 – kompleks  powstał w 1838 r. na terenie ogrodu Wilhelma Kienitza. Założenie posiadało powierzchnię ok. 1 ha i mieściło m.in. muszlę koncertową, altanę, restaurację oraz miejsce do tańca i zawodów sportowych; w okresie międzywojennym mieściła się tu tzw. Resursa Kupiecka.
- Établissement Patzera przy ul. Świętej Trójcy 31-33 – założony w 1840 r., jeden z większych i najpopularniejszych bydgoskich kompleksów rozrywkowych. Od 1860 r. posiadał ogrodową scenę teatralną oraz salę koncertową na 400-600 widzów. W 1885 wybudowano kręgielnię i muszlę koncertową. U schyłku XIX w. koncertowała tu najsłynniejsza w Europie – orkiestra Johanna Straussa pod dyrekcją Eduarda Straussa; od 1931 r. mieścił się tu m.in. Teatr Rewiowy.
- Ogród Okole – funkcjonował w latach 1845-1900; posiadał restaurację ze sceną teatralną.
- Ogród na Szreterach przy ul. Jagiellońskiej 58 – położony nad Brdą, istniał już w 1855 r., jako pierwszy posiadał letnią scenę teatralną; na jego zabudowę frontową składały się trzy neogotyckie budynki, z których jeden mieścił salę zebrań o powierzchni ok. 182 m².
- Ogród Wrońskich przy ul. Nakielskiej 101-105 – posiadał strzelnicę, salę zebrań oraz muszlę koncertową.
- Dolina Szwajcarska – zespół rozrywkowy urządzony ok. 1860 r. przy ul. Stromej w Dolinie Pięciu Stawów u podnóża parku im. gen. Henryka Dąbrowskiego. Jedną z atrakcji był strumień napędzający koła młyńskie.
- Ogród na Bocianowie – istniał w latach 1855-1902 przy ul. Bocianowo 30-32 i Rycerskiej 2;
- Établissement przy ul. Śniadeckich 23 – istniał w latach 1875-1912, mieścił m.in. restaurację i ogród z salą taneczną i bilardową.
- Établissement Bartza przy ul. Marcinkowskiego 4 – działał od 1850 do 1945 r.; obiekt po przebudowie projektu Fritza Weidnera, stał się secesyjna willą mieszczącą kinoteatr, salę balowo-teatralną.
- Kompleks Szuprytowskiego – istniał w latach 1870-1930 przy ul.Dolina 8, mieścił m.in. restaurację, salę taneczną, scenę teatralną, kregielnię.
- Établissements Sauera i Dickmanna – położone przy ul. Marszalka Focha 5 między gmachem Teatru Miejskiego, a ul. Karmelicką.
- Ogród rozrywkowy u zbiegu ulic Marszalka Focha i Warmińskiego – istniał w ostatniej ćwierci XIX wieku;
- Établissement Leua przy ul. Dworcowej 81 – posiadał reprezentacyjną salę o powierzchni ok. 225 m², przebudowany w 1876 r. według projektu Carla Stampehla.
- Strzelnica przy ul. Toruńskiej – powstała w 1866 r. z inicjatywy Bydgoskiego Bractwa Kurkowego; budynek główny mieścił m.in. zdobioną salę królewską, scenę muzyczno-teatralną, sale rozrywkowe, bilardowe i strzelnicę, a za budynkiem tarasowy ogród ze scenami letnimi, cyrkiem, strzelnicą, kręgielnią, oranżerią, placem zabaw. Po wojnie kinoteatr Adria.
- Elysium przy ul. Gdańskiej 68 – scena muzyczno-teatralna istniejąca do 1945 r. Od 1882 r. znajdował się tu teatr letni zaprojektowany przez spółkę Anton Hoffmann – Józef Święcicki. W dwudziestoleciu międzywojennym siedziba Deutsche Bühne, a w 1949 r. wzniesiono w tym miejscu Teatr Polski.
- Établissement Jakuba Wicherta przy ul. Grodzkiej 14-16 – istniał od lat 50. XIX wieku; początkowo mieścił restaurację z kręgielnią i ogrodem, a od 1897 r. salę bankietowo-teatralną na 600 osób o neobarokowym wystroju zaprojektowaną przez arch. Karla Bergnera. W zespole była winiarnia, piwiarnia, letni ogród, a sala była miejscem w którym odbywały się liczne bale, koncerty, spektakle teatralne, rewiowe i kabaretowe; w latach 1962-1988 obiekt był użytkowany przez Teatr Kameralny w Bydgoszczy.
- Dom Towarzystwa Kasynowego „Wypoczynek” przy ul. Gdańskiej – wzniesiony w 1887 r. według projektu Gustawa Reicherta mieścił salę bankietowo-koncertową, kręgielnię i ogród. W 1946 r. obiekt zaadaptowano dla potrzeb bydgoskich jednostek kultury jako Pomorski Dom Sztuki.

### Clubbing
Tradycje koncertów muzyki rozrywkowej w kawiarniach, restauracjach i ogródkach letnich Bydgoszczy sięgają II połowy XIX wieku. Od 1908 r. polskie zespoły instrumentalne i chóry występowały w Domu Polskim. W dwudziestoleciu międzywojennym istniało w Bydgoszczy kilkaset restauracji i kawiarni, z których większość była usytuowana przy najważniejszych miejskich traktach komunikacyjnych, zwłaszcza ul. Gdańskiej i Dworcowej. Latem życie społeczno-towarzyskie przenosiło się do letnich ogródków na zapleczach lokali, w których często grały orkiestry dęte i zespoły muzyczne. Do najbardziej ekskluzywnych restauracji, w której na żywo rozbrzmiewała muzyka należały: Kasyno Cywilne, Pałacyk Blumwego, Elysium, Cristal, Strzelnica, Resursa Kupiecka, Ogrody Patzera oraz kawiarnia „Bristol” zawieszona nad Brdą. W tej ostatniej urządzano koncerty poważne, popularne i rozrywkowe orkiestr salonowych oraz „Jazz bandu”. Do każdego koncertu drukowano programy w języku polskim i niemieckim. Urządzano także „wieczory muzyki wiedeńskiej”, „operetkowej”, „węgierskiej” itp..
Po II wojnie światowej wskutek upaństwowienia gastronomii, liczba klubów muzycznych spadła, ale nadal stanowiły one liczący się element kultury miasta. Do najpopularniejszych należały: Klub POW (zał. 1945), Klub-Kabaret „Zodiak” (zał. 1958), „Savoy”, studencki „Beanus” (zał. 1970), „Medyk” (zał. 1973), jazzowa „Marysieńka” (zał. 1978) i inne.
Po 1990 r. powstawać zaczęły w Bydgoszczy, podobnie jak w całym kraju, liczne prywatne kluby, puby, dyskoteki – sytuowane na ogół w nietypowych miejscach i wnętrzach (fabryczne hale, piwnice, stare spichrze, kuźnie i młyny, oficyny w podwórkach), charakteryzujące się wymyślnym wystrojem wnętrza (stylizacje a la western, wiejska stodoła, katownia itp.) i przyciągające młodych ludzi atrakcyjną ofertą programową. Pierwszym klubem nowej generacji były założone w 1991 r. „Trytony” – protoplasta „Mózgu” i „Eljazzu”. Największe z klubów bydgoskich np. „Eljazz”, „Mózg”, „Kuźnia”, czy „Sanatorium” – stały się centrami młodzieżowej kultury, nie tylko muzycznej. Organizowanym tam koncertom muzyki rozrywkowej towarzyszyły często plastyczne happeningi i teatralne interakcje. Wraz z rozwojem clubbingu nastąpiła specjalizacja lokali pod względem repertuaru muzycznego, który serwowano dla określonej klienteli. Około 2000 r. poza potentatami („Eljazz”, „Mózg”) istniały takie kluby muzyczne jak: „Los Desperados” (ul. Wiatrakowa), „Remiza” (ul. Dworcowa), „Gong” (ul. Toruńska), „Pub Camelot” (ul. Gdańska), „Merlin” (ul. Zaułek), „Speer” (ul. Jagiellońska), „Flip” (ul. Boya-Żeleńskiego), „Trip” (ul. Floriana), „Barka Klub”, „Zentrum”. Najpopularniejszymi dyskotekami były: „Bravo” (ul. Zygmunta Augusta) i „Hysteria” (ul. Dworcowa).
Traktowane początkowo dość marginalnie jako przejaw lokalnego undergroundu, kluby muzyczne stały się stopniowo istotną częścią kultury muzycznej, ostoją nowych kierunków artystycznych, świątyniami nowej kultury.

## Główne bydgoskie kluby muzyczne

### Klub Mózg
Klub Mózg przy ul. Gdańskiej 10 to miejsce utworzone w celu promowania sztuki współczesnej oraz stworzenia możliwości do pracy artystom niezależnym. Jest to nie tylko klub muzyczny, ale także studio nagraniowe, wytwórnia płytowa i agencja koncertowa. Od 1994 r. przez scenę i galerię „Mózgu” przewinęło się kilkuset muzyków, performerów, malarzy i fotografików z całego świata. Mózg jest otwarty na sztukę „czystą”, tj. pozbawioną obciążeń koniunkturalnych wynikających z aktualnie panującej mody. Twórcy klubu: Sławomir Janicki i Jacek Majewski są współtwórcami niezależnej sceny muzycznej, która znana jest pod nazwą yassu. Od 2000 r. w listopadzie odbywa się Mózg Festiwal, a w lipcu Low Fi Festiwal. Sukcesy „Mózgu” nie pozostają bez wpływu na bydgoskie środowiska twórcze i inspirują coraz większą grupę jego bydgoskich naśladowców, animatorów życia klubowego Strona.

### Klub Eljazz
Klub Eljazz przy ul. Krętej 3 to bydgoska scena jazzowa i awangardowa, istniejąca od 1992 r. W 1999 r. powołano do życia Eljazz Big Band – orkiestrę prowadzoną przez jazzmana, perkusistę, bandleadera i animatora życia muzycznego – Jozefa Eliasza. W klubie koncertują muzycy jazzowi, odbywają się stałe cykle muzyczne – środowe jam session z udziałem bydgoskich muzyków, niedzielne prezentacje niezawodowych wokalistów i instrumentalistów w repertuarze standardów jazzowych. W październiku odbywa się Bydgoszcz Jazz Festival, a w listopadzie – tradycyjnie Zaduszki Bluesowe i Zaduszki Jazzowe Strona.

### Klub Kuźnia
Klub Kuźnia powstał w 1995 r. na tyłach kamienicy Gdańska 67. Występowała tu krajowa czołówka oraz zagraniczne gwiazdy muzyki jazzowej i rockowej, m.in. Fish, Michał Urbaniak, Jan Ptaszyn Wróblewski, a na co dzień grupa Abraxas Strona.

### Kawiarnia Artystyczna Węgliszek
Kawiarnia Artystyczna „Węgliszek” mieszcząca się w kamienicy Stary Rynek 12 – ul. Batorego 1-3 została założona w 1993 r. Do 2012 r. należała do Miejskiego Ośrodka Kultury. Jest zarówno klubem muzycznym, jak i galerią sztuki. W swoim repertuarze „Węgliszek” uwzględnia: koncerty, recitale, muzyczno-wokalne formy estradowe, wieczory autorskie oraz promocje książek o różnorodnej tematyce. Od 1996 r. odbywają się tutaj „Szopki Bydgoskie” i benefisy znanych bydgoskich twórców.

### Clan Klub
Clan był to jeden z bydgoskich klubów nowej generacji powstały w 1995 r. Mieścił się w kamienicy przy ul. Pod Blankami. Kojarzony był przede wszystkim z koncertami muzyki rockowej. Wystąpił tu m.in. Robert Gawliński, T.Love i grupa Hey.

### Savoy
Savoy był jednym z najpopularniejszych w latach 60. i 70. lokali rozrywkowych w Bydgoszczy. Mieści się w kamienicy u zbiegu ulic: Jagiellońskiej, Mostowej i Gdańskiej, w której jeszcze przed I wojną światową znajdowała się znana w całej Bydgoszczy „Palast Cafe”. Wśród plejady grających tu zespołów największą popularność i najdłuższy staż osiągnęła kapela prowadzona przez gitarzystę i akordeonistę Ryszarda Dudzika. Pojawiali się tutaj zagraniczni  wokaliści, iluzjoniści, tancerze serwowani przez „Estradę Bydgoską”. Po 1990 r. Savoy stał się klubem o dyskotekowym charakterze, adresującym swoją działalność do ludzi młodych. Odbywają się też tu koncerty w ramach Bydgoskich Festiwali Bluesowych, a obszerne wnętrza wykorzystywane są do organizacji imprez muzycznych przez Wojewódzki Ośrodek Kultury Strona.

### Sogo
Sogo jest klubem muzyczny o repertuarze z hard rocka. Został otwarty w 1994 r. przy Wełnianym Rynku. Oprócz muzyki mechanicznej, występowały tu na żywo zespoły, nie tylko rockowe, lecz również bluesowe i inne. Występowały tu m.in. zespoły: Variété, „Tortilla Flat” i inne.

## Kluby historyczne (istniejące, bądź nieistniejące)

### Beanus
Beanus to Studencki Klub Pracy Twórczej założony w 1970 r. przy Wyższej Szkole Pedagogicznej. Mieścił się w piwnicy budynku uczelni przy ul. Chodkiewicza 30. Był wizytówką artystycznej działalności bydgoskiej młodzieży akademickiej, zwłaszcza w latach 70. i 80. W „Beanusie” swoją karierę rozpoczynało wiele postaci bydgoskiego życia muzycznego m.in.: Piotr Salaber, Józef Eliasz, Walerian i Elżbieta Krenzowie, „Spółka z Zaułka”, kabaret Klika, grupa Żuki czy Beer Band. Wiele zespołów choć często efemerycznych, miało też swój udział w kształtowaniu artystycznego oblicza kultury studenckiej i bydgoskiej. Ewenementem na skalę ogólnopolską (a także międzynarodową) była grupa „Nijaj Bardoj” wykonująca melodie z różnych stron świata w języku esperanto. Znakiem firmowym studenckiego muzykowania w Beanusie był zawsze jazz. Zespoły i soliści klubowi zbierali laury na ogólnopolskich festiwalach, przeglądach i giełdach, a klub został, za całokształt dorobku kulturalno-artystycznego, trzykrotnie nagrodzony prestiżową „Czerwoną Różą” (1976,1977,1980). Pod koniec lat 90. klub rozwiązano, a w 2007 r. przywrócono go ponownie pod nazwą „Beanus'70 Reaktywacja”. Niezależnie od niego od 2000 funkcjonuje klub „Beanus” w akademikach UKW przy ul. Łużyckiej 21.

### Bogart
Bogart został założony w 1996 r. przez Dariusza Zielińskiego i Mirosława(nazwisko nieznane) w lokalu przy ul. Focha. W zamyśle założycieli miał to być klub jazzowy. W pierwszym roku działalności odbył się tam nawet festiwal jazzowy, który miał być imprezą cykliczną, lecz na pierwszej edycji się zakończył. W pierwszym roku działalności drugi z właścicieli(Mirek) zginął, a i  repertuar muzyczny zmienił się na rock z lat 60. i 70. i folk. Klub był ulubionym miejscem spotkań studentów i uczniów wyższych klas licealnych. W klubie występowali znani polscy artyści, m.in.: Jarosław Śmietana, Leszek Możdżer, Krzysztof Ścierański, Tadeusz Nalepa, Jan Ptaszyn Wróblewski, Bernard Maseli, Zbigniew Jakubek, Nippy Noya, Jose Tores, Maciej Maleńczuk z Homo Twist, Pudelsami jak i solo, zespół Bielizna. Częstymi gośćmi byli również muzycy bydgoscy: Marcin Jahr, Grzegorz Nadolny, Piotr Olszewski. Organizowano tu również poprzedzane prelekcją seanse filmowe. Klub przestał istnieć w 2002 roku.

### Klub POW
Protoplastą Klubu Pomorskiego Okręgu Wojskowego był powstały w 1945 r. Dom Żołnierza mieszczący się przy ul. Śniadeckich (potem kino „Gryf”). Z chwilą budowy osiedla Leśnego znalazł swoją siedzibę przy ul. Sułkowskiego 52a. Działalność artystyczno-kulturalna klubu obfitowała w formy muzyczne. Na klubowej estradzie występowały gościnnie wszystkie goszczące w Bydgoszczy firmowe zespoły wojskowej estrady rozrywkowej. Istniał własny klubowy zespół muzyczny oraz Koło Miłośników Muzyki, które zapraszało na prelekcje i prezentacje. W latach 1990–1995 pod auspicjami Klubu POW działał i jeździł po Polsce kabaret „Spisek – 4”, a od 1992 r. – Teatr Dziecięcy „Fantango”. Od 1 stycznia 2011 r. Klub podlega Szefowi Inspektoratu Wsparcia Sił Zbrojnych w Bydgoszczy.

### Marysieńka
Marysieńka to popularna w latach 1978–1985 Kawiarnia Muzyczna powstała pod auspicjami  Oddziału Północnego Polskiego Stowarzyszenia Jazzowego. Mieściła się obok dworca PKP Bydgoszcz Główna. W miejscu tym organizowano koncerty gwiazd polskiego jazzu (S. Kulpowicz, T. Stańko, J. Ptaszyn-Wróblewski), imprezy rozrywkowe, dyskotekowe, a także swingujące bale karnawałowe.

### Medyk
Klub Medyk był jednym z najpopularniejszych bydgoskich klubów, w latach 70. i 80. szczególnie chętnie odwiedzanym przez cyganerię artystyczną. Klub został założony w 1973 r. w piwnicach kamienicy przy ul. Zaułek 6. Kwitło w nim życie muzyczne w różnorodnych gatunkowo formach: jazzu, opery barokowej, poezji śpiewanej, recitali fortepianowych. W klubie śpiewała czołówka solistów bydgoskiej opery (Barbara Nitecka, Krystyna Michałowska, Elżbieta Hoffmann, Magdalena Krzyńska, Piotr Stępowski, Ryszard Smęda, Piotr Trella) oraz aktorzy scen bydgoskich. Klub w 1996 r. zmienił charakter, stając się sceną  bluesową i rockową. Zadomowił się tu zespół Green Grass, a gościnne występy zanotował Sławomir Wierzcholski i Nocna Zmiana Bluesa, Jacek Siciarek, Jacek Pelc i Jarosław Śmietana. Podczas Bydgoskiego Festiwalu Jazzowego urządzano tu nocne jam session.

### PCK Sanatorium
PCK Sanatorium, istniejący w latach 1997–2002 był jednym z najoryginalniejszych klubów muzycznych, jakie powstały w Bydgoszczy po transformacji 1989 r. Mieścił się w spichrzu przy ul. Stary Port, a jego właścicielem i pomysłodawcą był muzyk i wokalista Wacław Węgrzyn. Pod mianem  Prywatnego Centrum Kultury „Sanatorium”, klub serwował muzykę wielogatunkową (poza disco), często autorską. Grali tu m.in. Wojciech Waglewski z Voo Voo, Janerka, Bielizna, Janusz Strobel, Paweł Kukiz, Piersi, Osjan, Zbigniew Namysłowski. Regularnie grał tu klubowy zespół muzyczny The Ślub – tworzony przez Grzegorza Daronia, Tomasza Pacanowskiego, Andrzeja Przybielskiego. W klubie wystawiali swoje obrazy plastycy; odbywały się spektakle teatralne, spotykali się literaci. Klub posiadał własny periodyk oraz studio nagrań. W 2002 r. wskutek zawiłości związanych z prawem do lokalu, klub musiał opuścić swoją siedzibę i zakończył działalność artystyczną.

### Zodiak
Zodiak to najwytworniejszy lokal, jaki powstał w powojennej Bydgoszczy. Przez lata stanowił konkurencję dla hotelu Pod Orłem. Usytuowany był przy ul. Marcinkowskiego (naprzeciwko kina „Orzeł” i klubu „Mozaika”). Założono go w 1958 r. pod nazwą Klub-Kabaret „Zodiak”. Klub uchodził za miejsce spotkań i rozrywki miejskiej elity. Muzykę na żywo grały orkiestry w stylu big-bandowym, a program artystyczny zapewniała „Estrada Bydgoska”. Ranga lokalu malała począwszy od lat 80. W 2002 r. klub zmienił charakter, lecz zachował nazwę.

## Inne kluby i puby
Do innych, nie wymienionych wyżej klubów, kawiarni muzycznych i pubów w 2011 r. należały m.in.:

### W obrębieStarego Miasta w Bydgoszczy
- Barka Club – Rybi Rynek, klub zlokalizowany na dwóch barkach zacumowanych na Brdzie
- Olimp Club – ul. Długa 9, klub z muzyką lat 80. i 90. XX w.,
- PRL, Cytadela, Amsterdam – Stary Rynek 5, 14, 16
- London, Zamek, Cegielnia, Metro, Jack – ul. Długa 14, 24, 36, 62, 65
- Kubryk, Sailing Club – ul. Podwale 3, 8
- Awangarda – Stary Port 21,
- Merlin, La Salsa – ul. Zaułek 4, 11
- Pod Pegazem, Deja Vu – Pod Blankami 6, 57
- River Side – ul. Poznańska 8,
- Soda – ul. Mostowa 4
- Sagittarius – Magdzińskiego 8,
- Stara Babcia, Kredens, Piwiarnia Warecka – Wełniany Rynek 2, 8, 10
- Twenty Club - Stary Rynek 20,  klub z muzyką elektroniczną

### WŚródmieściu Bydgoszczy
- MASQ - ul. Zygmunta Augusta 20
- Estrada – Dworcowa 51, klub muzyczny, odbywają się tu koncerty zespołów rockowych i hardcorowych Strona,
- Grota, Remiza Club – ul. Dworcowa 73, 83
- Egoist, Country Pub, Lord Buddha Restaurant & Club, Grand Casino, Poker Club, Wodnik – ul. Gdańska 15, 28, 49, 66, 72, 109
- Trip – ul. Floriana 22
- Parnasik – ul. Parkowa 2,
- BCSK Yakiza – ul. Podolska 15,
- Maximus – ul. Warszawska,
- LaserFight Club, Klub Nauczyciela – ul. Czartoryskiego 4e, 19
- Lotos – ul. Racławicka 20,
- Klub Obsesja – 3 Maja 6 (Hotel City)
- Fabryka – ul. Warmińskiego 17,

### W innych częściach miasta
- Olimpic Bowling Center – ul. Toruńska 59, klub muzyczny oraz kręgielnia w hali Łuczniczka Strona
- Barka Melody – ul. Toruńska 57/59,
- Gong – ul. Toruńska 20, klub z muzyką mechaniczną i techno,
- Corona – ul. Powstańców wielkopolskich 26
- Broadway Bowling&Club – klub z kręgielnią, ul. Pułaskiego 45,
- Night Club Paradise – ul. Tuwima 2b
- Olimp Night Club – ul. Gajowa 53, Nakielska 227,
- Gala – ul. Połczyńska 3 (Bartodzieje – pawilon Bartosz przy targowisku)
- Czarny Kot – ul. Czerkaska 11,
- Baśka – ul. Broniewskiego 4
- Las Vegas – ul. Konopnickiej 30,
- Czarnobyl – ul. Skłodowskiej-Curie 18,

### Kluby studenckie
- Beanus – ul. Łużycka 21 (w akademiku UKW),
- Beanus'70 Reaktywacja – ul. Chodkiewicza 30 (UKW);
- Spin – ul. Kaliskiego 12 (w akademiku UTP)